# 7304 Namiki
7304 Namiki este un asteroid care intersectează orbita planetei Marte.

## Descriere
7304 Namiki este un asteroid care intersectează orbita planetei Marte. Asteroidul prezintă o orbită caracterizată de o semiaxă mare de 2,62 ua, o excentricitate de 0,42 și o înclinație de 9,6° în raport cu ecliptica.